# Àstrid Bergès-Frisbey
Àstrid Bergès-Frisbey (Barcellona, 26 maggio 1986) è un'attrice e modella spagnola naturalizzata francese.

## Biografia
Àstrid Bergès-Frisbey nasce a Barcellona il 26 maggio 1986 da padre catalano e da madre franco-americana. All'età di cinque anni si trasferisce vicino a La Rochelle e a diciassette si sposta a Parigi per frequentare osteopatia, ma in seguito alla morte prematura del padre decide di seguire la sua prima passione, la recitazione. Parla fluentemente lo spagnolo, il catalano, l'italiano, il francese e l'inglese.
Debutta come attrice nel 2007 nella televisione francese. Nel 2008 debutta nel cinema, recitando in Una diga sul Pacifico. Nel 2010 inizia la sua carriera da modella per le collezioni di French Connection. Nel 2011 recita per la prima volta in inglese, nella parte della sirena in Pirati dei Caraibi - Oltre i confini del mare. È stata una dei protagonisti nel film drammatico I Origins del 2014, insieme a Michael Pitt e Brit Marling. Nel 2015 è testimonial della campagna pubblicitaria del nuovo profumo da donna di Valentino, mentre nel 2016 viene candidata come miglior attrice protagonista ai David di Donatello per la sua interpretazione bilingue (in francese e in italiano) in Alaska.

## Filmografia

### Cinema
- Una diga sul Pacifico, regia di Rithy Panh (2008)
- La première Étoile, regia di Lucien Jean-Baptiste (2009)
- Extase, regia di Cheyenne Carron (2009)
- Bruc. La llegenda, regia di Daniel Benmayor (2010)
- La Fille du puisatier, regia di Daniel Auteuil (2011)
- Pirati dei Caraibi - Oltre i confini del mare (Pirates of the Caribbean: On Stranger Tides), regia di Rob Marshall (2011)
- El sexo de los ángeles, regia di Xavier Villaverde (2012)
- Juliette, regia di Pierre Godeau (2013)
- I Origins, regia di Mike Cahill (2014)
- Alaska, regia di Claudio Cupellini (2015)
- King Arthur - Il potere della spada (King Arthur: Legend of the Sword), regia di Guy Ritchie (2017)
- L'Autre, regia di Charlotte Dauphin (2020)
- Way Down - Rapina alla banca di Spagna (Way Down), regia di Jaume Balagueró (2021)
- Cuckoo, regia di Tilman Singer (2024)

### Televisione
- Sur le fil – serie TV, episodi 1x02-1x05-1x06 (2007)
- Divine Émilie, regia di Arnaud Sélignac – film TV (2007)
- Elles et moi – serie TV, episodi 1x01-1x02 (2008)
- La reine morte, regia di Pierre Boutron – film TV (2009)

## Doppiatrici italiane
Nelle versioni in italiano delle opere in cui ha recitato, Àstrid Bergès-Frisbey è stata doppiata da:
- Veronica Puccio in Pirati dei Caraibi - Oltre i confini del mare
- Alessia Amendola in I Origins
- Gaia Bolognesi in King Arthur - Il potere della spada
- Joy Saltarelli in Una diga sul Pacifico
- Chiara Gioncardi in Way Down - Rapina alla banca di Spagna